# McLaren Automotive

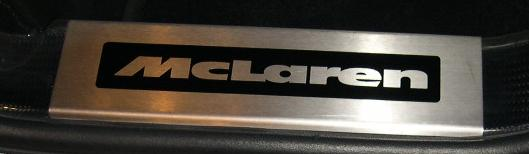
McLaren-logo op een McLaren F1

McLaren Automotive (voorheen McLaren Cars) is een Britse autofabrikant opgericht in 1989. McLaren is gespecialiseerd in het maken van auto’s gebaseerd op Formule 1-technologie. Het bedrijf werkt nauw samen met Team McLaren, en is onderdeel van de McLaren Group.
McLaren Cars wordt geleid door Ron Dennis, die meer dan 20 jaar het McLaren F1 team met succes heeft geleid.

## McLaren F1

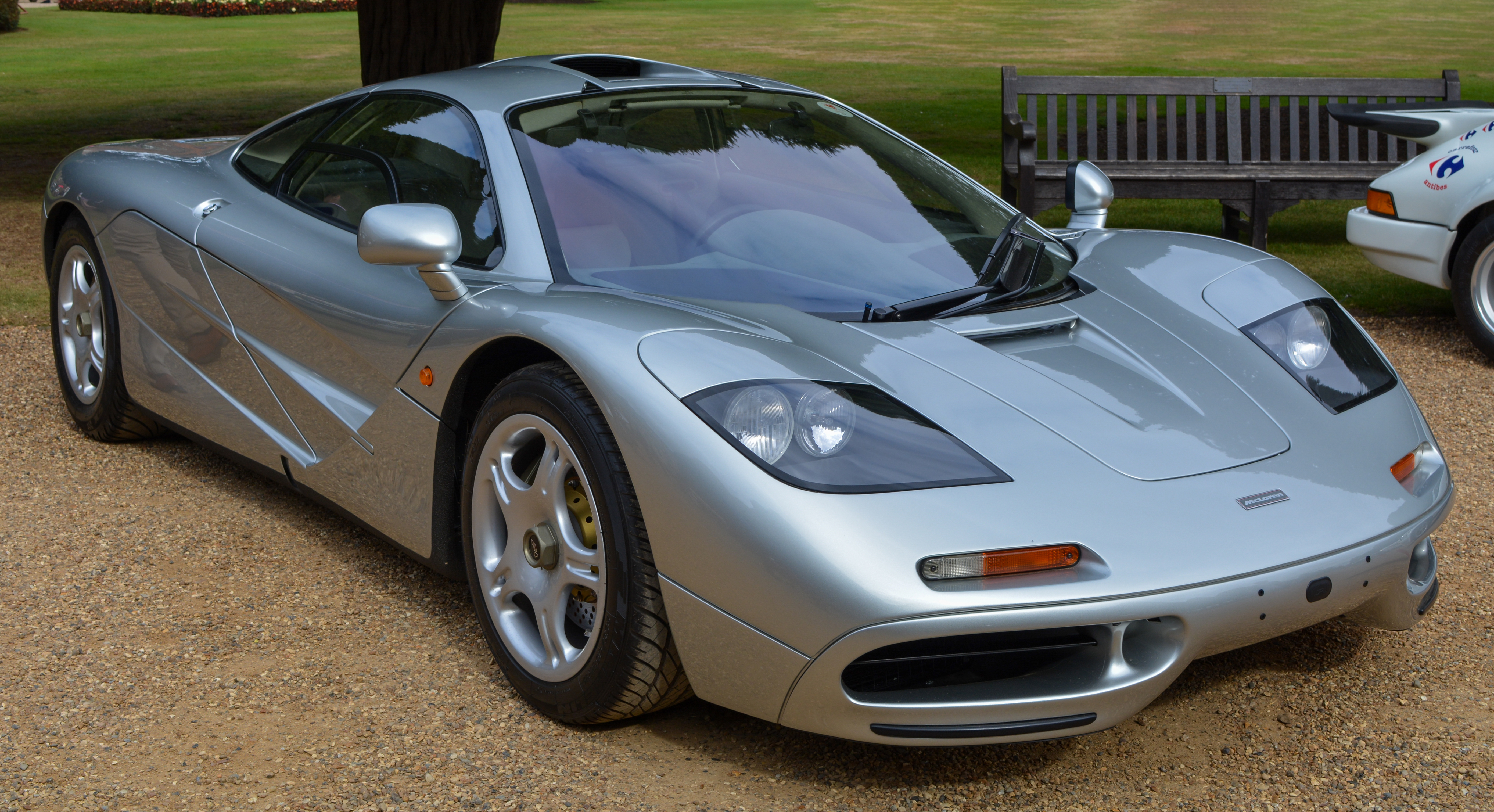
McLaren F1

De eerste auto van het bedrijf was de McLaren F1, een sportwagen ter waarde van £640.000,- (ongeveer $ 1.150.000,-). De F1 was een driezits coupé met de chauffeur in het midden van de wagen. De auto werd ontworpen door Gordon Murray, die ook een aantal van de racewagens voor McLaren ontwierp. De 6064 cc V12 motor werd ontwikkeld door BMW.
De productie van de originele F1 begon in 1992. Het LM-model werd geïntroduceerd in 1995 en het GT-model in 1997. De GTR werd gebouwd van 1995 tot 1997. Productie van de McLaren F1 werd afgerond in mei 1998, met een totale productie van honderd auto’s. Varianten waren de 64 F1 (street car), 5 LM, 3 GT, 9 GTR95, 9 GTR96 en 10 GTR97.
De McLaren F1 GTR werd ontwikkeld van de F1 road car.

## Mercedes-Benz SLR McLaren (codename P7)

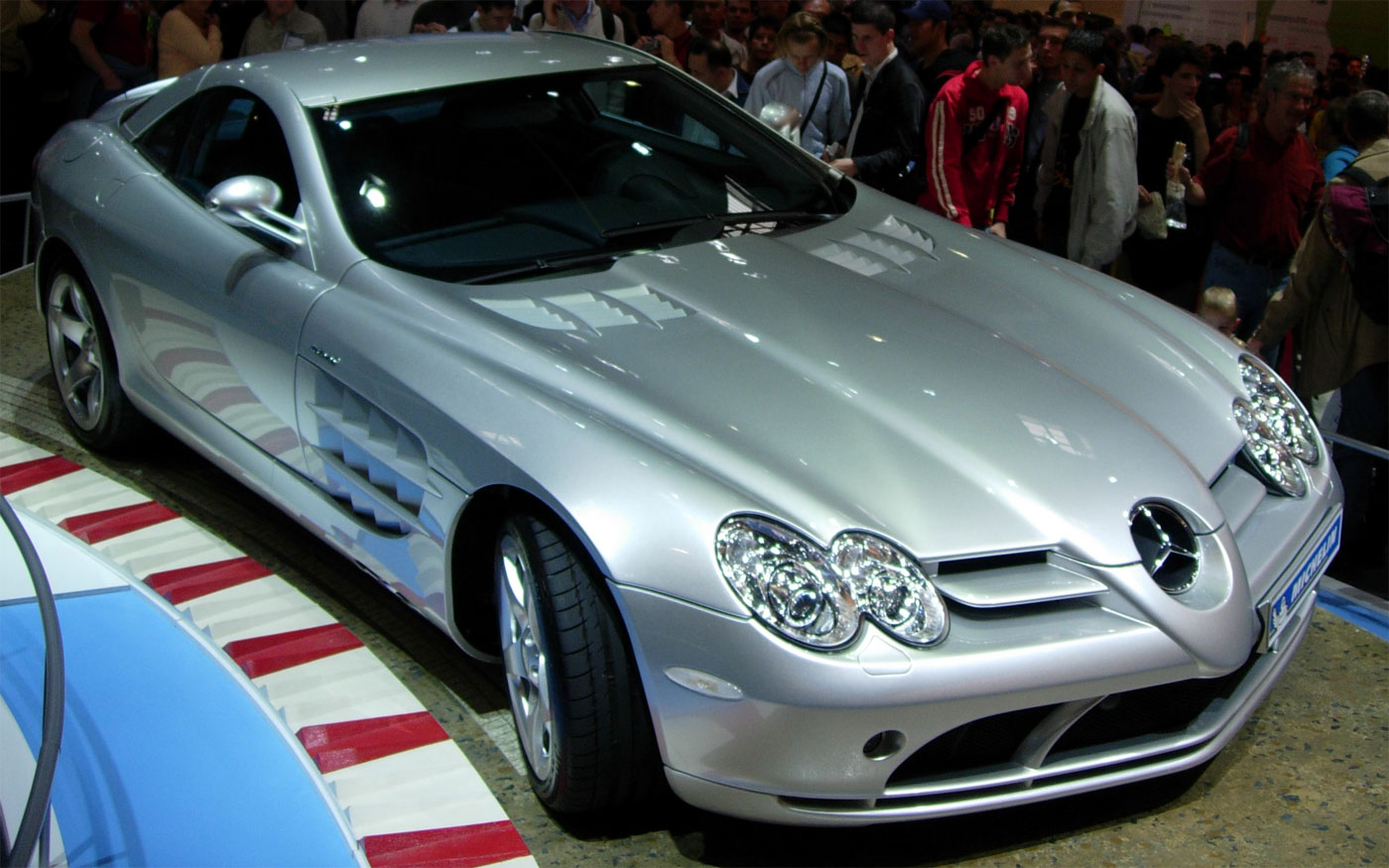
Mercedes-Benz SLR McLaren op de motorshow in Parijs in September 2004.

In 1999 ging McLaren ermee akkoord om samen met Daimler AG de Mercedes-Benz SLR McLaren te ontwerpen en bouwen. Daimler AG is de voornaamste aandeelhouder van de McLaren Group, en levert motoren aan het Team McLaren raceteam. De laatste productiestappen van de Mercedes-Benz SLR McLaren vinden plaats in een unieke fabriek in het McLaren Technology Centre.
De SLR heeft een 5.5 liter Supercharged V8 motor.
In 2006 werd de Mercedes-Benz McLaren SLR 722 Editie aangekondigd, en in 2007 de Mercedes-Benz McLaren SLR Convertible.

## McLaren MP4-12C
In 2009 werd door McLaren weer een auto ontworpen, en deze werd gebouwd door McLaren zelf. De McLaren MP4-12C werd op 8 september 2009 voorgesteld en ging in 2011 in productie.
De MP4-12C heeft een 3.8 Liter V8 twin-turbomotor.

## McLaren P1
De McLaren P1 is een hybride hypercar waar er 375 van worden gemaakt. De McLaren P1 moet de strijd aangaan met twee andere hybride hypercars: de Ferrari LaFerrari en de Porsche 918 Spyder. De auto wordt gebouwd in de fabriek in Woking, Engeland.

## McLaren 720S

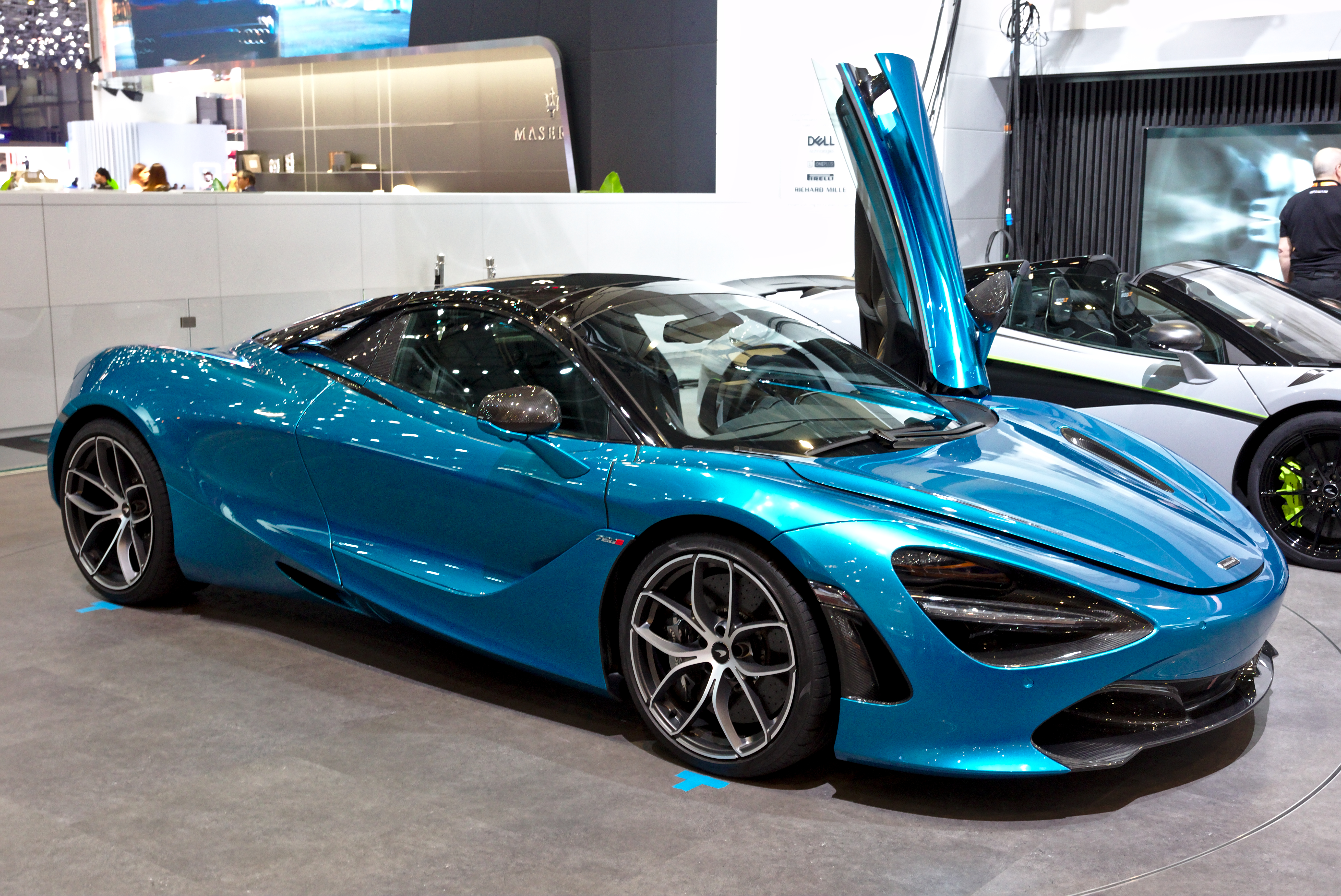
McLaren 720S Spider

De McLaren 720S is een model van McLaren dat vanaf mei 2017 geleverd wordt. Het is een supercar aangedreven door een nieuw ontwikkelde 4.0 V8. Het blok is goed voor 720 pk en 770 Nm. De 720S legt 0–100 km/u in 2,9 seconden af en de topsnelheid bedraagt 341 km/u. De auto beschikt over een carbon monocoque en heeft een massa van 1283 kg.

## Afgeblazen projecten
De samenwerking tussen Mercedes-Benz en McLaren resulteerde in plannen voor nog drie auto’s, die de codenamen P8, P9 en P10 kregen. Deze plannen werden in 2005 afgeblazen daar Mercedes de productie blijkbaar te duur vond.

## Trivia
- In de film 'Spinout' (1966) rijdt Elvis Presley in de allereerste McLaren racewagen die ooit gebouwd werd, een "Elva M1A 7".